# أوكالبتوس أبيض الخشب
كينا بيضاء الخشب (الاسم العلمي:Eucalyptus leucoxylon) هي نوع من النباتات تتبع جنس الكينا من فصيلة الآسية.